# Victor von Dittmann

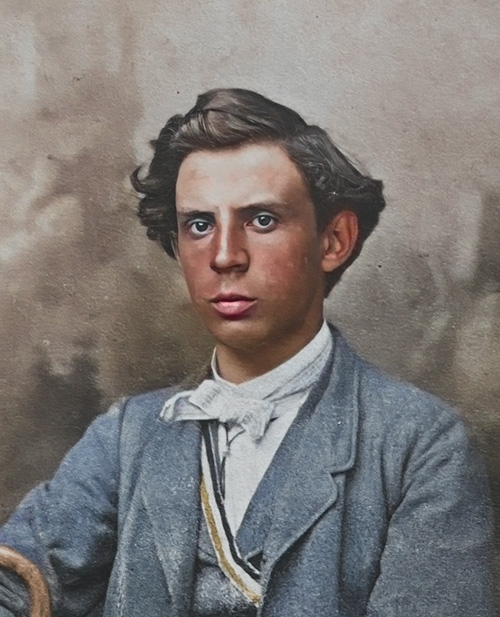
Viktor von Dittmann als Student der Arminia Dorpatensis, 1862, Koloriert

Victor Alexandrowitsch von Dittmann (* 23. Juni 1842 in Dorpat; † 3. Februar 1917 in St. Petersburg) war ein deutsch-baltischer Theologe der katholisch-apostolischen Kirche.

## Leben
Victor von Dittmann war Sohn von Alexander von Dittmann (Kreisschullehrer in Dorpat) und Louise geb. von Harff. Er studierte von 1859 bis 1864 an der Kaiserlichen Universität Dorpat evangelische Theologie und wurde 1859 Mitglied der Arminia Dorpatensis im Wingolfsbund. Nach seinem Konsistorialexamen in St. Petersburg absolvierte er das praktische Jahr an der St. Annen-Kirche in St. Petersburg, wurde aber 1865 wieder abgesetzt. 1869 legte er sein Oberlehrer-Examen in St. Petersburg ab. Später war er maßgeblich an der Gründung der „katholisch-apostolischen“ Gemeinde beteiligt. Es ist überliefert, dass Victor von Dittmann in zwölf Sprachen predigen konnte.

## Ordinationen und Beauftragungen
- 27. September 1866 Priester
- 1874 Engel-Evangelist
- 1878 Evangelist mit dem Apostel
- 1898 Hirte mit dem Apostel und Archidiakon
- 1905 Beauftragter Engel